# Viktor von Sprösser

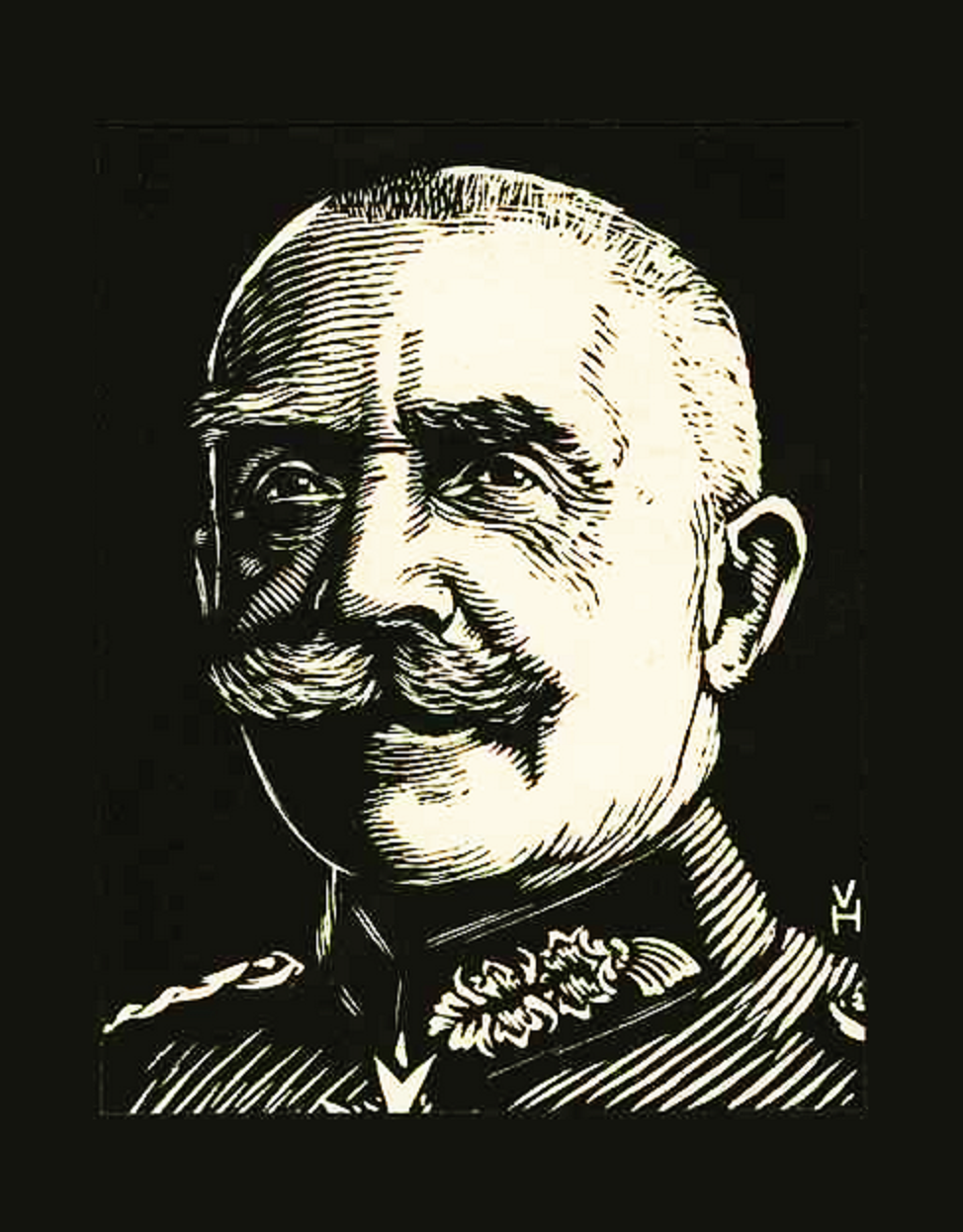
Viktor von Sprößer

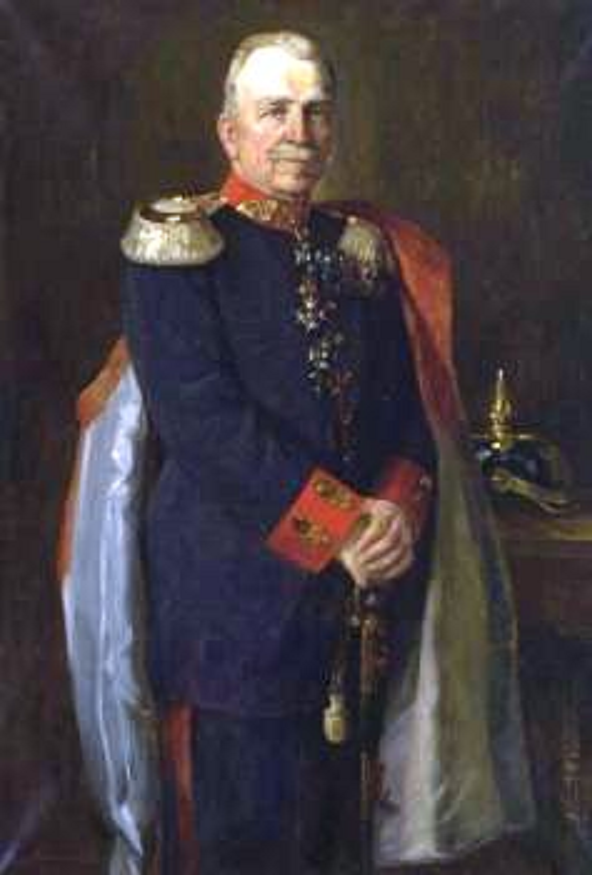
Viktor von Sprößer (1906)

Viktor Felix Sprößer, seit 1905 von Sprößer (* 15. Januar 1853 in Heilbronn; † 26. Dezember 1925 in Stuttgart) war ein württembergischer Generalleutnant im Ersten Weltkrieg.

## Leben

### Familie
Sprößer war der Sohn eines Kaufmanns. Er verheiratete sich mit Amalie, geborene Pfann (* 2. November 1858).

### Militärkarriere
Sprößer trat nach Absolvierung des Realgymnasiums in Stuttgart am 1. Oktober 1871 als Einjährig-Freiwilliger in das 7. Infanterie-Regiment der Württembergischen Armee ein. Dort am 5. Mai 1873 mit Patent vom 3. März 1873 zum Sekondeleutnant befördert, absolvierte er ab 1. Oktober 1879 für drei Jahre die Kriegsakademie in Berlin. Zwischenzeitlich war Sprößer unter gleichzeitiger Versetzung in das Infanterie-Regiment „Großherzog Friedrich von Baden“ (8. Württembergisches) Nr. 126 am 14. April 1879 zum Premierleutnant befördert worden. Hier diente er von November 1882 bis Februar 1885 als Regimentsadjutant. Ende April 1887 zum Hauptmann befördert, wurde Sprößer einen Monat später zum Kompaniechef im 7. Infanterie-Regiment Nr. 125 ernannt. Nach knapp sechsjähriger Dienstzeit folgte seine Versetzung in das Infanterie-Regiment „Kaiser Wilhelm, König von Preußen“ (2. Württembergisches) Nr. 120. Als Major wurde Spößer im März 1897 zur Preußischen Armee kommandiert. Dort verwendete man ihn beim 3. Magdeburgischen Infanterie-Regiment Nr. 66, ab 10. September 1898 als Bataillonskommandeur. Am 22. März 1903 zum Kommandeur der Kriegsschule Glogau ernannt, wurde Sprößer in dieser Stellung am 18. April 1903 zum Oberstleutnant befördert und am 18. August 1903 unter Enthebung von seinem Kommando in Preußen in das Infanterie-Regiment „Alt-Württemberg“ (3. Württembergisches) Nr. 121 versetzt. Mit Pension stellte man ihn am 24. April 1904 zur Disposition. Dabei erhielt er die etatmäßige Stelle des inaktiven Stabsoffiziers beim Generalkommando des XIII. Armee-Korps.
In Würdigung seiner Verdienste verlieh ihm König Wilhelm II. am 25. Februar 1905 das Ehrenkreuz des Ordens der Württembergischen Krone. Damit verbunden war die Erhebung in den persönlichen Adelstand und er durfte sich nach der Eintragung in die Adelsmatrikel „von Sprößer“ nennen.
Am 10. April 1906 erhielt Sprößer den Charakter als Oberst. Mit Wirkung vom 18. Oktober 1907 ernannte man ihn unter gleichzeitiger Verleihung des Patents zu diesem Dienstgrad zum Kommandeur des Landwehrbezirks Stuttgart. Diese Stellung bekleidete Sprößer, der am 25. Februar 1911 das Komturkreuz II. Klasse des Friedrichs-Ordens erhalten hatte, bis zum 18. Oktober 1912. Mit diesem Datum erhielt er den Charakter als Generalmajor.
Zu Beginn des Ersten Weltkriegs wurde Sprößer als Generalmajor z.D. reaktiviert und zum Kommandeur des Württembergischen Landwehr-Infanterie-Regiments Nr. 121 ernannt. Nachdem es am 26. August 1914 mobil war, kam es an die Westfront. Im Januar 1915 gab Sprößer das Regiment ab und wurde Kommandeur einer nach ihm benannten Brigade, aus der mit der Bildung der 12. Landwehr-Division im April die 82. Landwehr-Infanterie-Brigade etatisiert wurde. Mit dieser Brigade lag Sprößer im Stellungskrieg im Oberelsass, nahm hier u. a. an den Kämpfen um den Hartmannswillerkopf teil und wurde für seine Leistungen am 12. Mai 1915 mit dem Ritterkreuz des Militärverdienstordens beliehen. Außerdem erhielt er am 5. Oktober 1916 das Komturkreuz des Ordens der Württembergischen Krone mit Schwertern. Am 25. Mai 1917 kam Sprößers Brigade zur 255. Infanterie-Division. Hier machte er die Stellungskämpfe in Lothringen und in den Vogesen mit. Im September 1918 kam die Brigade bei St. Mihiel zum Einsatz und ging anschließend in den Stellungskrieg in der Woëvre-Ebene und westlich der Mosel über.
Nach Kriegsende und Demobilisierung wurde Sprößer unter Verleihung des Charakters als Generalleutnant in den Ruhestand verabschiedet.
Sein militärischer Nachlass befindet sich heute im Hauptstaatsarchiv Stuttgart.

## Werke
- Deutschlands Heerführer 1640-1894. Nachdruck [der Ausgabe Leipzig, Hirt, 1895], Remscheid. Deutscher Militär-Verlag 1988. ISBN 3-927036-00-5.
- Das militärische Freihandzeichnen: Anleitung zur Anfertigung von perspektivischen Ansichts-Skizzen bei Erkundungen, Waisenhaus. 1908. (Digitalisat)
- Bestimmungen über den Dienst der Einjährig-Freiwilligen, der Offizier-Aspiranten und -Anwärter und der Offiziere des Beurlaubtenstandes in Heer und Marine sowie über die Einstellung als Fahnenjunker u. Seekadett: Ein Berater für Lehrer, Waisenhaus. 1913. (Digitalisat)